# Isabelle-Antoinette de Croÿ
Pour les articles homonymes, voir Isabelle de Croÿ.
Isabelle-Antoinette de Croÿ, née le 7 octobre 1890 au château de l'Hermitage à Condé-sur-l'Escaut et morte au château de Leutstetten, arrondissement de Starnberg, Land de Bavière le 30 mars 1982, est une princesse de Croÿ, devenue princesse de Bavière à la suite de son mariage avec François Marie Luitpold de Bavière.

## Biographie

### Famille
Isabelle-Antoinette de Croÿ est le second enfant et la fille unique de Charles Alfred, 12e duc de Croÿ (1859-1906), chef de sa maison, et de son épouse Ludmilla, princesse et duchesse d'Arenberg (1870-1953), fille d'Engelbert-Auguste d'Arenberg. Isabelle-Antoinette a trois frères : Karl-Rudolph, 13e duc de Croÿ (1889-1974), Engelbert (1891-1974) et Anton (1893-1973). 
Sa tante, Isabelle de Croÿ (1856-1931), a contracté, en 1878, un brillant mariage avec l'archiduc Frédéric de Teschen, neveu de la reine des Belges Marie-Henriette.

### Mariage et enfants
Le 8 juillet 1912, elle épouse, au château de Weilburg, François de Bavière (1875-1957), fils du roi Louis III de Bavière, avec qui elle a six enfants :
- Louis de Bavière (1913-2008), épouse en 1950 Irmingard de Bavière (1923-2010) ;
- Marie-Elisabeth de Bavière (1914-2011), épouse en 1937 au château de Nymphenburg Pedro Henrique d'Orléans-Bragance, prince d'Orléans et Bragance (1909-1981) ;
- Adelgunde de Bavière (1917-2004), épouse en 1948 à Leutstetten Zdenko, baron von Hoenning O'Carroll (1906-1996) ;
- Éléonore de Bavière (1918-2009), épouse en 1951 à Leutstetten Konstantin, comte von Waldburg zu Zeil und Trauchburg (1909-1972) ;
- Dorothée-Marie de Bavière (1920-2015), épouse en 1938 à Sárvár (Hongrie) Gottfried de Habsbourg-Toscane (1902-1984) ;
- Rasso de Bavière (1926-2011), épouse en 1955 Thérèse de Habsbourg-Toscane (1931).

### Mort et funérailles
Isabelle de Croÿ meurt, à l'âge de 91 ans, le 30 mars 1982 au château de Leutstetten. Elle est inhumée dans l'église Saint-Michel de Munich.

## Honneurs
Isabelle est :
- Dame et grande-maîtresse de l'ordre de Sainte-Élisabeth (Royaume de Bavière).
- Dame d'honneur de l'ordre de Thérèse (Royaume de Bavière).
- Dame noble de l'ordre de la Croix étoilée, Autriche-Hongrie.